# 조르주 뒤 모리에
조르주 루이 팔멜라 뷔송 뒤 모리에(프랑스어: George Louis Palmella Busson du Maurier, 1834년 3월 6일~1896년 10월 8일)는 프랑스계 영국의 만화가이자 작가이다. 그는 영국의 주간 만화 잡지인 《펀치》에서 일했으며 스뱅갈리(Svengali)라는 캐릭터가 등장하는 고딕 소설 《트릴비》(Trilby)로 유명하다. 그의 5명의 자녀들 중에는 배우 제럴드 뒤 모리에 경과 극작가 가이 뒤 모리에가 있으며 딸 실비아 루엘린 데이비스는 J. M. 배리의 《피터 팬》에 영감을 준 다섯 소년들의 어머니이기도 하다. 또한 작가 안젤라 뒤 모리에와 대프니 뒤 모리에, 예술가 잔 뒤 모리에 모두 조르주 뒤 모리에의 손녀이다.

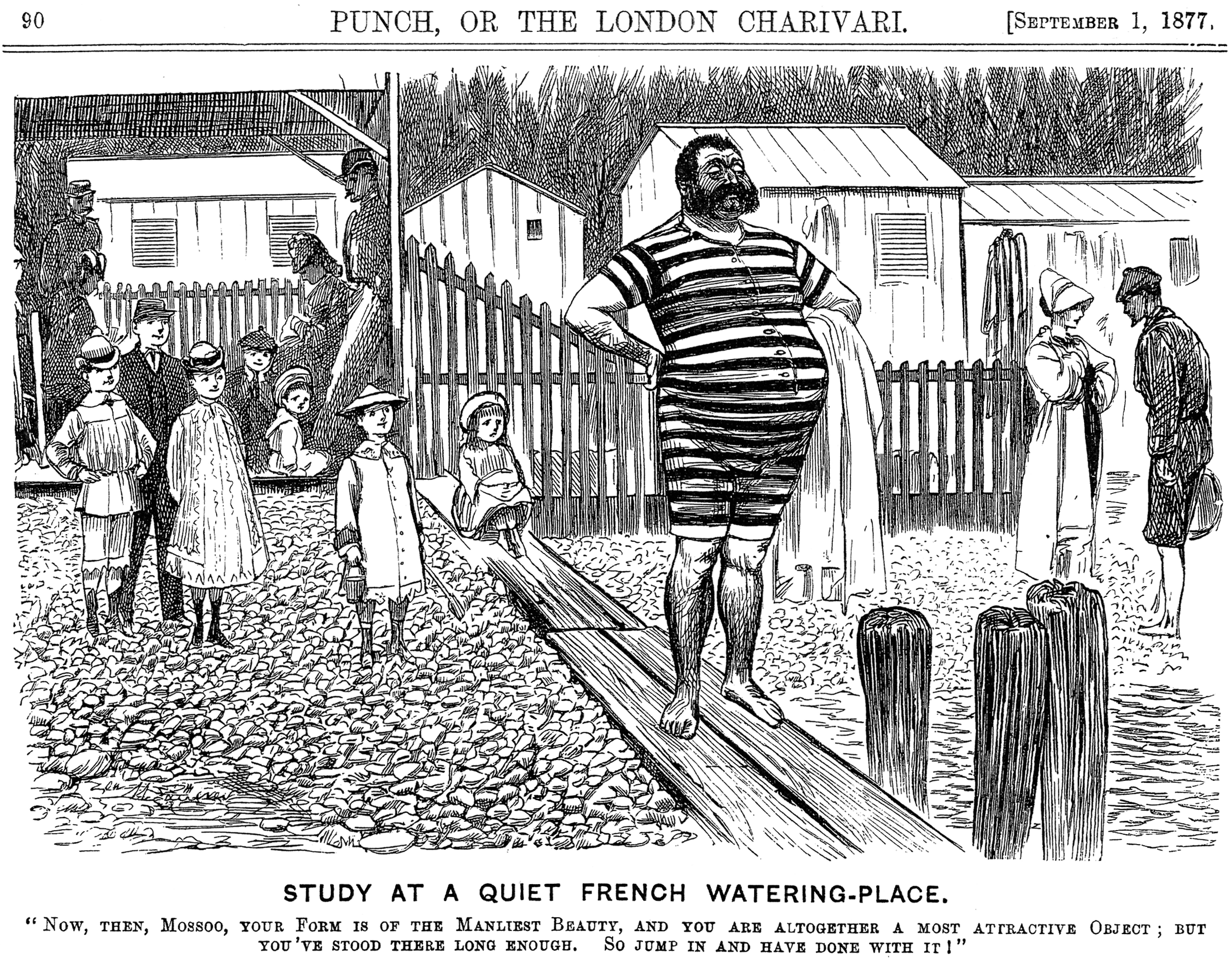
"모수, 이제 당신의 형태는 가장 남자다운 아름다움이며, 당신은 완전히 가장 매력적인 대상이지만 충분히 오래 서 있었습니다. 그러니 뛰어들어서 끝내세요!"1877년 9월 1일, 뒤 모리에의 《펀치》 만화

## 어린 시절
조르주 뒤 모리에는 프랑스 파리에서 루이마튀랭 뷔송 뒤 모리에(Louis-Mathurin Busson du Maurier)와 섭정 시대의 매춘부인 메리 앤 클라크(Mary Anne Clarke)의 딸 엘렌 클라크(Ellen Clarke) 사이에서 태어났다. 그는 자신의 귀족정 조부모가 프랑스 혁명 동안 프랑스 왕국을 떠나 광대한 영지를 남겨두고 영국에서 망명자로 살았다고 믿으며 자랐다. 사실, 뒤 모리에의 할아버지인 로버트 마튀랭 뷔송(Robert-Mathurin Busson)은 사기 혐의를 피하기 위해 1789년 프랑스 파리를 떠난 기술자였고 나중에 가문의 성을 더욱 웅장한 이름인 뒤 모리에로 바꾸었다.
뒤 모리에는 프랑스 파리에 있는 샤를 글레르의 스튜디오에서 미술을 공부했고 벨기에 안트베르펜으로 이사했는데, 그곳에서 왼쪽 눈의 시력을 잃게 되었다. 그는 1851년에 런던대학교에서 화학을 전공했다고 전해진다. 그는 1861년 잉글랜드 인구조사에서 메릴본의 뉴먼 스트리트 85번지에 숙박한 것으로 기록되어 있다.

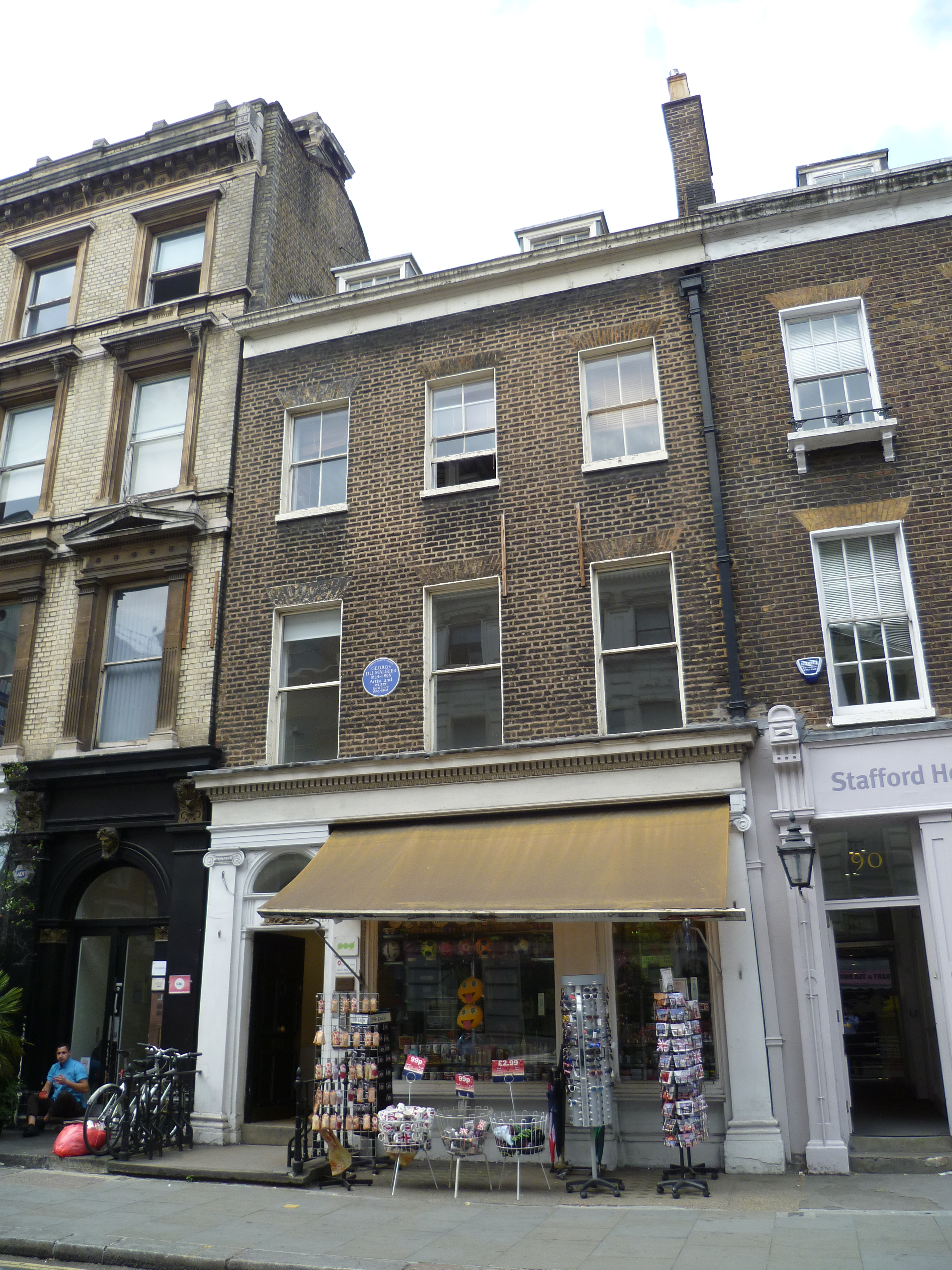
런던 그레이트 러셀 스트리트 91번지에 있는 조르주 뒤 모리에의 옛 집

그는 1853년에 엠마 와이트윅(Emma Wightwick)을 만났고 10년 후인 1863년 1월 3일에 런던의 성 매릴번 파리 교회에서 그녀와 결혼했다. 결혼 생활 동안 자주 이사를 다녔던 이들 부부는 1869년에 처음으로 햄프스티드에 정착했다. 그들은 베아트릭스('트릭시'라는 이름으로 알려짐), 가이 뒤 모리에, 실비아 루엘린 데이비스, 마리 루이스(May라는 이름으로 알려짐) 및 제럴드 뒤 모리에 등 총 5명의 자녀를 두었다.

## 경력

### 만화가

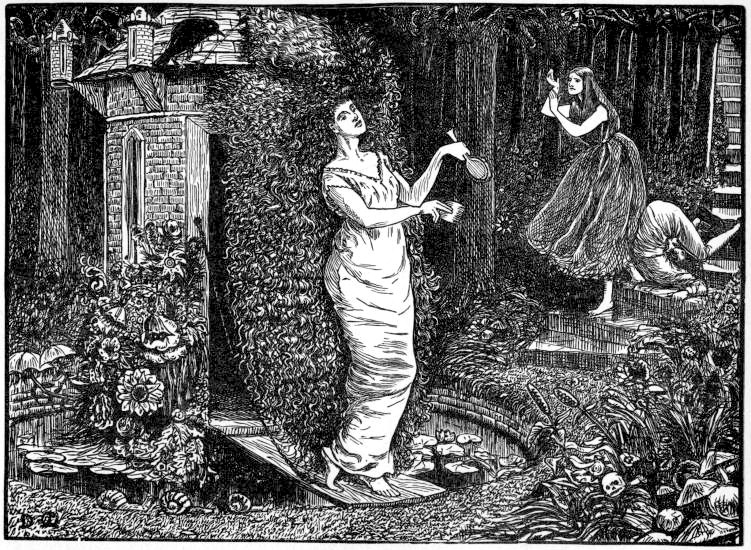
'카멜롯의 전설', 1866년 3월 17일 뒤 모리에의 《펀치》 삽화, 라파엘 전파를 패러디 했다.

뒤 모리에는 영국의 풍자 만화 잡지 《펀치》에서 일하며 일주일에 두 개의 만화를 그렸다. 그가 주로 빅토리아 시대의 허식적인 관습을 가진 계층, 특히 부르주아지와 영국의 새롭게 성장하는 중산층을 겨냥한 풍자 만화를 그렸다. 그가 가장 오랫동안 연재했던 만화인 1895년 작 《진정한 겸손》(True Humility)은 "부분적으로 훌륭함"(good in parts)과 부분적으로 좋고 부분적으로 나쁘다(옥석혼효, 玉石混淆)는 의미인 "큐레이트의 달걀"(Curate's egg)이라는 표현을 대중적으로 유행시켰다. 이 책에서 주교는 아침 식사에 초대받은 겸손한 큐레이트(부목사)에게 "당신의 계란이 나쁜 것 같습니다, 존스 씨."라고 말한다. 이에 큐레이트는 "아니요, 주님. 제가 확신합니다. 일부는 훌륭합니다!"라고 대답한다. 그러나 이 개그는 몇 달 전 《펀치》의 경쟁 잡지였던 《주디》의 비슷한 만화에 등장했기 때문에 뒤 모리에가 처음 한 개그가 아니었다. 뒤 모리에는 이전(1884년) 만화에서 "침대 옆 매너"(bedside manner)라는 표현을 만들어냈다. 그는 그의 또 다른 유명한 만화에서 1879년 "에디슨의 텔레포노스코프"라고 불리는 장치를 사용하여 환상적인 화상 전화 대화를 묘사하기도 했다.
《펀치》의 흑백 그림을 제작하는 동안 뒤 모리에는 《하퍼스 매거진》, 《더 그래픽》, 《일러스트레이티드 타임즈》(The Illustrated Times), 《콘힐 매거진》(The Cornhill Magazine) 및 종교 간행물 《굿 워즈》(Good Words) 등 다른 여러 인기 있는 정기 간행물의 삽화를 제작했다. 또한 그는 변호사이자 출판업자인 찰스 워렌 아담스의 연재물인 《노팅 힐 미스터리》(The Notting Hill Mystery)의 삽화를 그렸는데, 이 소설은 영어로 출판된 최초의 소설 길이의 탐정 소설로 여겨진다. 그가 삽화로 그린 다른 소설 중에는 1873년 플로렌스 몽고메리의 《오해》(Misunderstood)가 있다.

### 작가

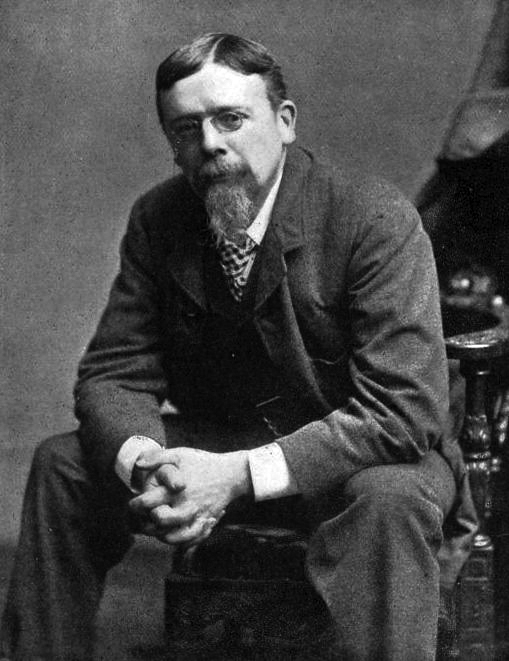
커리어 중반의 조르주 뒤 모리에

1891년, 뒤 모리에는 시력이 악화되자 《펀치》와의 관계를 점차 줄이게 되었고 햄프스티드에 정착하여 세 권의 소설을 썼다. 1891년 그의 첫 번째 작품인 《피터 이벳슨》(Peter Ibbetson)은 당시에 적당한 성공을 거두었고 1917년에 연극으로도 각색되었으며 특히, 1935년에는 영화 《피터 이벳슨》과 오페라로도 각색되었다.
1894년에 출간된 그의 두 번째 소설 《트릴비》는 당시 유행이었던 고딕 호러 장르에 적합했다. 많은 인기를 얻었던 이 작품은 가난한 예술가의 여성 모델이었던 트릴비 오페럴이 사악한 음악 천재 스뱅갈리(Svengali)의 주문에 걸려 디바로 변신하는 이야기를 담고 있다. 비누, 노래, 춤, 치약, 심지어 플로리다주의 트릴비라는 도시 이름까지도 그녀의 이름을 따서 지어졌으며, 소설을 원작으로 한 런던 연극에서 사용된 움푹 들어간 왕관이 달린 부드러운 펠트 모자도 그녀의 이름을 따서 지어졌다. 이 줄거리는 가스통 르루의 1910년 소설 《오페라의 유령》과 이로부터 파생된 수많은 작품에 영감을 주었다. 뒤 모리에는 결국 이 소설이 지속적으로 주목받는 것을 싫어하게 되었다.
그의 세 번째 소설은 《화성인》(The Martian)이라는 제목의 길고 자전적인 작품으로, 1898년 그의 사후에 출판되었다.

## 사망 및 유산
뒤 모리에는 1896년 10월 8일에 사망하였고 햄프스티드에 있는 세인트 존 앳 햄프스티드 교회 묘지에 묻혔다. 또한 그의 아내 엠마와, 그의 아들 제럴드 뒤 모리에도 같은 무덤에 묻혀 있다. 글과 삽화로 큰 성공을 거두었던 뒤 모리에는 당시로서는 엄청난 금액인 47,555파운드의 유산을 남겼다.
뒤 모리에는 소설가 헨리 제임스의 절친한 친구였으며 그들의 관계는 데이비드 로지의 2004년 소설 《Author, Author》에서 소설화되기도 했다.

## 작품
- 《피터 이벳슨》 (1891), 1917년 희곡으로도 만들어졌으며, 1935년 헨리 해서웨이가 게리 쿠퍼 주연의 영화 《피터 이벳슨》으로 각색했다. 또한 1931년 딤스 테일러가 오페라로 각색했으며, 1988년 데이비드 벅이 BBC 라디오 4 Saturday-Night Theatre에서 라디오극으로 각색했다.[19]
- 《트릴비》 (1894)는 8부작 잡지에 연재되었다.
- 《화성인》 (1898)
- 사회적 풍자 그림 (1898): 하퍼스 뉴 월간지(Harper's New Monthly Magazine)에 연재

## 영화 각색
- 《트릴비》 (1914), 허버트 비어봄 트리와 비바 버켓 주연
- 《트릴비》 (1915), 윌턴 라카예와 클라라 킴벌 영 주연
- 《포에버》 (1921), 월리스 레이드와 엘시 퍼거슨 주연
- 《트릴비》 (1923), 아서 에드먼드 캐어웨와 Andrée Lafayette 주연
- 《스뱅갈리》 (1927), 폴 웨게너와 아니타 도리스 주연
- 《스뱅갈리》 (1931), 존 배리모어와 마리안 마쉬 주연
- 《피터 이벳슨》 (1935), 게리 쿠퍼와 앤 하딩 주연
- 《자넷 에임스의 죄책감》 (1947), 멜빈 더글러스와 로절린드 러셀 주연
- 《스뱅갈리》 (1954), 도널드 울핏과 힐데가르트 크네프 주연
- 《스뱅갈리》 (1983), 피터 오툴과 조디 포스터 주연